# Stéphane Meunier
 (août 2022).
Pour les articles homonymes, voir Meunier.
Stéphane Meunier est un journaliste et réalisateur français.

## Biographie
Après des études de cinéma au Centre d’Etude et de Recherche de l’Image et du Son entre 1984 et 1986, Stéphane Meunier travaille pendant un an à la rédaction de M6 où il couvre notamment la guerre du Liban, les grandes grèves ouvrières en Pologne, la guerre Iran-Irak, le conflit du Sahara occidental.
En 1987, il rejoint l’agence CAPA où il collabore comme journaliste reporter d’images à plusieurs magazines d’actualité :
- 24 heures, Canal+
- La Marche du siècle, France 3
- Reporters, La Cinq
- Carnets de Route, France 2
- Le Droit de savoir, TF1
- Zone interdite, M6
- Capital, M6
- Envoyé spécial, France 2

Dans le cadre de ces émissions, il traite des thèmes d’actualité et des phénomènes de société à travers le monde.
Au cours de la même période, il réalise plusieurs documentaires, dont :
- Une vie de prof, FIPA d'or en 1993
- Les orphelins de Sarajevo
- Un an dans la vie d’Emmanuelle

En 1998, pendant la Coupe du monde de football, il plonge sa caméra au cœur de l’équipe de France et l’accompagne tout au long de son épopée. Avec Les Yeux dans les Bleus, son écriture se rapproche de celle de la fiction. Il reçoit le Sept d'or du meilleur documentaire pour ce film.
En septembre 1998, avec Jérôme Caza et François Pécheux, ils créent leur première émission : C’est ouvert le samedi, diffusée le samedi à 13h30 sur Canal+, produite par 2P2L (2P2L Télévision).
En 1999, il va cette fois arpenter les rues de la cité phocéenne. Tellement Marseille plonge dans la vie de personnages truculents, tous supporters de l’Olympique de Marseille.
Cette faculté d’immersion dans le monde du football lui vaut d’être sollicité par des agences de productions de films publicitaires. Il signe le spot Volvic avec Zinédine Zidane. Une séquence filmée comme une véritable scène de cinéma, où l’on entend Zidane lire un texte. Il a réalisé avec l’agence Plein Soleil un spot pour Adidas, où les vers de Kipling s’entrecroisent avec des moments de la vie quotidienne des Bleus. En parallèle, il poursuit sa démarche de documentariste, en intervenant en tant qu’auteur sur le film réalisé par Jérôme Caza, Comme un coup de tonnerre. Un document exclusif, filmé au jour le jour, pendant 6 semaines au cœur même de l’Atelier, le QG de campagne de Lionel Jospin. Il réalise pour Canal+ le film Quelque chose de Johnny… à l’occasion des 60 ans de Johnny Hallyday.
2004-2005 sera l’année de la fiction avec Ma terminale, une série de 25 épisodes pour M6, où il met pour la première fois son expérience de documentariste au service d’une fiction et 2013, la fin du pétrole, une fiction d’anticipation de 52 minutes avec Hippolyte Girardot et Gwendoline Hamon, autour de laquelle un débat politique est animé par Ruth Elkrief.
En 2007, il réalise la série Foudre pour France 2, sur la même mécanique d'improvisation des acteurs utilisée sur Ma terminale. Du fait du succès rencontré, la série s'étalera sur 5 saisons, jusqu'en 2011.
Pour Arte, il tourne un film en 2007 Fortunes. Après sa diffusion qui frôle le million de téléspectateurs, le diffuseur commande une série télévisée éponyme, Fortunes de 8 épisodes de 52 minutes, à l'antenne en avril 2011.
Stéphane Meunier est l'un des réalisateurs ainsi que l'un des créateurs de la série Cut !, produite par Terence Films et ALP pour la chaîne France Ô. La série de 70 épisodes de 26 minutes est diffusée à partir du 30 septembre 2013. Elle séduit la presse grâce à son originalité et ses innovations dans le récit.
Il tourne ensuite le long-métrage Un village presque parfait, remake du film québécois La Grande Séduction, avec Didier Bourdon, Élie Semoun, Lorànt Deutsch, Lionnel Astier et Denis Podalydès.
Il est l'associé de Bertrand Cohen au sein de Terence Films, ils se sont rencontrés autour du projet Ma terminale.

## Filmographie
- 1998 : Les Yeux dans les Bleus (documentaire)
- 2002 : Comme un coup de tonnerre (documentaire)
- 2004 : Ma terminale (téléfilm)
- 2005 : 2013, la fin du pétrole (téléfilm)
- 2008 : Foudre (série télévisée)
- 2008 : Fortunes (téléfilm)
- 2011 : Fortunes (série télévisée)
- 2013 : Cut! (série télévisée)
- 2015 : Un village presque parfait